# Akik maradtak
Az Akik maradtak Tóth Barnabás 2019-es 83 perces színes filmdrámája, amely F. Várkonyi Zsuzsa Férfiidők lányregénye című műve alapján készült Hajduk Károly és Szőke Abigél főszereplésével. A film két traumás holokauszt-túlélő  barátságát, lelki egymásra találásának szépségeit és nehézségeit meséli el, akiknek kapcsolata segíti őket a gyógyulásban.
Az alkotás, amelyet Magyarország nevezett a 2020-as Oscar-díjra a legjobb nemzetközi játékfilm kategóriában, felkerült a legjobb 10 filmet tartalmazó rövidített listára.
Világpremierje 2019. augusztus 30-án volt az Egyesült Államokbeli 46. Telluride-i Filmfesztiválon.

## Cselekmény
A második világháború után a 42 éves kedves, de félénk, zárkózott dr. Körner Aladár (Aldó) szülész-nőgyógyász visszatér munkahelyére, egy budapesti kórházba. Felesége és két fia elhunyt a koncentrációs táborokban. Emberségesen és magas szakmai elhivatottsággal újszülötteket segít világra és különféle nőgyógyászati panaszokat orvosol, egyébként egyedül, zárkózottan él orvosi folyóiratainak társaságában, amíg Klára, a 16 éves, orvosi vizsgálatra érkező lány a maga természetes erejével be nem viharzik életébe.
Klára, a humortalan, dacos, vadóc kamaszlány elutasító iskolájával és osztálytársaival szemben, elégedetlen az otthonával, amelyen nagynénjével, a folyton aggódó Olgival osztozik, és konok elszántsággal tagadja szülei elvesztését, akiknek továbbra is hosszú leveleket ír. Első találkozásuk után úgy érzi, Aldóban rokonlélekre talált, így személyes információkkal és számtalan kérdéssel bombázza a könyörületes orvosát, s a fiatalság merészségével nem habozik megkérdőjelezni életmódját és még öltözködését is kritizálja. De Klára egyben egy intelligens érett lelkülettel is bír, megállapítása, miszerint „nekünk nehezebb, mint azoknak, akik elmentek”, megérinti Aldó lelkét is. Hamarosan pótapaként viselkedik, és megosztja a lány felügyeletét Olgival.
Klárának tetszik ez az új felállás. Úgy véli, bármitől beszélhet Aldóval: vallásról, a múltról, a szüleiről és a kishúgáról, aki miatt bűntudatot érez, mert nem tudta megmenteni őt a gettóban. Aldó, aki nagyon is érti a lány problémáját és kapcsolatuktól szemmel láthatóan ő maga is jobban lett, de képtelen érzéseit verbálisan kifejezni, megmutatja a háború előtti fotóalbumait Klárának egy lírai, szavak nélküli jelenetben.
A két, elsősorban szeretetre és biztonságra vágyó, törékeny és érző ember fizikai közelsége megmarad egyfajta apa-lánya kapcsolata szintjén, noha különösen a szeretetre vágyó Klára sóvárog a férfi érintésére, ölelésére, amit az idegenek könnyen félreérthetnek; mint például, amikor a két főhős egy padon ülve beszélget, a lány feje a férfi ölében pihen, aki simogatja haját; s a jelenetet látva egy arra haladó vénkisasszony tanárnő megbotránkozik. Amikor Klára bebújik a magányos Aldó ágyába, az is csak azért történik, mert a lány nem tudja elviselni, hogy távol legyen tőle. Aldó szigorúan figyel arra, hogy kapcsolatuk szemérmesen baráti maradjon, egészen egy rettegéssel töltött éjszakáig, amikor felmerül annak a lehetősége, hogy valami többé váljon…
A cselekmény szempontjából elsősorban az újrakezdéshez szükséges gyógyító szereteten és kölcsönös megbecsülésen alapuló élet a legfontosabb, még akkor is, ha a háttérben zajló folyamatok és körülmények – a lelki traumákat okozó borzalmas háború és a holokauszt, majd az egyre nyíltabban fenyegető kommunista diktatúra – állandóan ez ellen dolgoznak.

## Szereplők
- Hajduk Károly – Körner Aladár, „Aldó”
- Szőke Abigél – Wiener Klára
- Horkay Barnabás – Pepe
- Lukáts Andor – Seilmann Pista
- Nagy Mari – Mező Olga
- Simkó Katalin – Fényes Erzsi
- Marosvölgyi Judit – Elvira
- Zayzon Zsolt – Klára apja
- Jordán Adél – Klára anyja
- Tóth Lujza Emma – Jutika
- Balla Eszter – Ilona
- Horváth Csenge – Juli
- Varga Veronika – Vidákné
- Urbanovits Krisztina – Somogyiné
- Serf Egyed – Bokor József
- Stefanovics Angéla – Becherné
- Igó Éva – Wiesmann
- Károlyi Lili – osztálytárs
- Spitzer Gyöngyi Soma – Györgyike
- Quitt László – Bauer
- Paizs Miklós (Sickratman) – pincér
- Ónodi Gábor – árvaházi intéző
- Zsurzs Kati – Seilmann Margit
- Kelemen Hanna – Seilmann Panni
- Bercovici Emma – Seilmann Judit
- Jeges Krisztián – fiatal apa
- Lisztes Linda – fiatal anya
- Auksz Éva – szülésznő
- Elek Ányos – tánctanár
- Pirisi László – zongorista

## Stáblista
A Magyar Média Mecenatúra film-adatlapja az alábbi személyeket sorolja fel: 
- rendező: Tóth Barnabás
- társrendező: Lisztes Linda
- producer: Mécs Mónika, Mesterházy Ernő
- társproducer: Rajna Gábor
- író: F. Várkonyi Zsuzsa
- forgatókönyvíró: Tóth Barnabás és Muhi Klára
- operatőr: Marosi Gábor
- steadicam operatőr: Khin András, Pfeffer Attila
- zeneszerző: Pirisi László
- vágó: Mógor Ágnes
- díszlet- és látványtervező: Rajk László
- jelmeztervező: Lengyel Rita
- fodrász: Károly Márk
- smink: Kund Barbara
- rendezőasszisztens: Gyovai Zoltán
- rendező munkatársa: Lisztes Linda
- felvételvezető: Ligosztájeva Annamária
- hangmérnök: Zándoki Bálint
- állófényképész: Szilágyi Lenke
- szereplőválogatás: Ascher Irma
- gyártásvezető: Bene Kriszta

## A film
Tóth Barnabás eredetileg Pannónia utca címmel kezdte el írni a forgatókönyvet, F. Várkonyi Zsuzsa pszichológus Férfiidők lányregénye című művének adaptálásával. A filmterv fejlesztésére 1 millió forint pályázati támogatást kapott.
Az Akik maradtak egy mozis igényességgel, kevés külső helyszínnel, kamara-jellegűen forgatott televíziós filmdráma, amelynek elkészítését a Nemzeti Média- és Hírközlési Hatóság Médiatanácsa 120 millió forinttal támogatta a „Fehér György 2017” pályázat keretében. A Médiatanács támogatási programjában készült alkotásokat televíziós vetítésre kell az alkotóknak elkészíteni, azonban ebben az esetben az első bemutatást vállaló Duna Médiaszolgáltató – a nemzetközi siker lehetősége érdekében – kifejezett hozzájárulását adta a filmszínházi bemutatáshoz. A film fesztiválokon való megjelenését, valamint külföldi forgalmazását a Magyar Nemzeti Filmalap segíti, az Amerikai Egyesült Államokbeli, illetve észak-amerikai forgalmazását  a Menemsha Films végzi. Világpremierje 2019. augusztus 30-án volt a 46. Telluride-i Filmfesztiválon, ahol nagyon jó kritikát kapott. Magyarországon a Budapest Film forgalmazza; a hazai premierje szeptember 19-én a 16. CineFest Miskolci Nemzetközi Filmfesztiválon volt, országosan szeptember 26-án került a mozikba (az Oscar-díjra való nevezhetőség miatt ez utóbbinak szeptember 30-ig kellett megtörténnie).
A film belső jeleneteit a ráckeresztúri Lyka-Brauch-kastélyban forgatták.
A filmhez felhasznált zene:
- Kemény Egon – B. Radó Lili: Derűvel, dallal… (részlet)
- Tömegdal két szólamú gyermekkarra nagyzenekari kísérettel (A felvételen Andor Ilona Gyermekkara énekelt a Magyar Rádió hatvanegy tagú Szimfonikus Zenekarát Nagy Olivér vezényelte. Bemutató: Magyar Rádió, 1954.)

## Főbb díjak, elismerések
- Magyar Filmkritikusok Díja (2020) [8]
  - Legjobb forgatókönyv (Tóth Barnabás, Muhi Klára)
  - Legjobb női alakítás (Szőke Abigél) [9]
  - Legjobb férfi alakítás (Hajduk Károly)
- Magyar Filmdíj (2020) [10]
  - Legjobb játékfilm
  - Legjobb rendező (Tóth Barnabás)
  - Legjobb forgatókönyvíró (Tóth Barnabás, Muhi Klára)
  - Legjobb férfi főszereplő (Hajduk Károly)
- Egyéb díjak
  - 2019 : Anchorage-i Nemzetközi Filmfesztivál – legjobb narratív játékfilm
  - 2019 : Jeruzsálemi Zsidó Filmfesztivál – dicséret (Schoumann-díj)
  - 2020 : Szófiai Nemzetközi Filmfesztivál – FIPRESCI-díj, valamint külön dicséret a legjobb látványtervért (Rajk László)